# Rui Gomes da Silva (político)
Rui Manuel Lobo Gomes da Silva (Gondomar, Rio Tinto, 23 de agosto de 1958), conhecido apenas por Rui Gomes da Silva, é um advogado, comentador desportivo e antigo político português.

## Biografia

### Advocacia
Licenciado em Direito pela Faculdade de Direito da Universidade de Lisboa a 31 de julho de 1981, é advogado com cédula profissional N.º 5.514 do Conselho Distrital de Lisboa da Ordem dos Advogados Portugueses, fundador e senior partner da sociedade de advogados LEGALWORKS - Gomes da Silva & Associados, Sociedade de Advogados, R.L., sucessora da RGS & Associados, exercendo nas áreas de Sector Energético, Project Finance e Mercados de Capitais, Imobiliário, Urbanismo e Ambiente, Comunicação, Eventos e Publicidade nos idiomas de português, inglês, francês e espanhol. Também foi administrador da cooperativa de seguros Mútua dos Pescadores em 1984. Foi membro do Conselho Superior do Ministério Público de 1994 a 1999, eleito pela Assembleia da República.

### Política
Militante do Partido Social Democrata, onde foi membro de órgãos nacionais entre 1979 e 2009 e seu vice-presidente de 2007 a 2008, Rui Gomes da Silva foi membro da Direção da Associação Académica da Faculdade de Direito de Lisboa (AAFDL) quando foi seu presidente Pedro Santana Lopes. Quando este foi Secretário de Estado da Presidência do Conselho de Ministros (1985-1987), no primeiro governo de Aníbal Cavaco Silva, nomeou Rui Gomes da Silva para seu chefe de gabinete.
Eleito deputado à Assembleia da República em sucessivas legislaturas — na sequência das eleições legislativas de 1987-1991, 1991-1995, 1998, 1999-2002, 2002-2004 e 2005-2009 — foi, nessa qualidade, eleito pela Assembleia da República membro da Delegação Portuguesa da Assembleia Parlamentar da Organização do Tratado do Atlântico Norte em 1991-1995, 1999-2002, 2002-2004 e 2005-2009, tendo sido também Presidente da Delegação Portuguesa entre 2002 e 2004 e seu Vice-Presidente entre 2005 e 2009. Em 2004 seria de novo Santana Lopes a nomeá-lo, sucessivamente, Ministro dos Assuntos Parlamentares e, em substituição de Henrique Chaves, Ministro-Adjunto do Primeiro-Ministro do XVI Governo Constitucional.
A nível autárquico, foi eleito membro da Assembleia Municipal de Lisboa de 1990 a 1994, em 2001 e de 2002 a 2005, e para a Assembleia Municipal de Cascais de 1998 a 2002.

### Carreira empresarial
Em 1989 Gomes da Silva voltou a estar com Santana Lopes, desta feita na criação da PEI - Projetos, Estudos, Informação, uma empresa destinada a concorrer às privatizações da imprensa, numa época em que o governo procedeu à desestatização do setor da comunicação social. Através da PEI, Santana Lopes e Gomes da Silva adquirem ao Estado o jornal "Record" e o "Diário Popular"; a seguir, fecham o "Diário Popular" em 1991 e vendem o "Record" a Joe Berardo em 1992. Mais tarde, a mesma empresa será, ainda, editora fundadora do jornal "O Liberal", da "Rádio Geste" e da revista "Sábado", dirigida por Miguel Sousa Tavares, que abandona o projeto ao fim de escassos meses.

### Carreira universitária
Foi, ainda, docente universitário, auditor do Instituto da Defesa Nacional no Curso de Defesa Nacional em 1987 e auditor do Georgetown Leadership Seminar, na Universidade de Georgetown, em Washington, D.C., em 2001.

### Acidente de aviação
A 23 de setembro de 1989, durante uma viagem à Jamba, base de atuação da UNITA, Rui Gomes da Silva sofreu um acidente de avião no trajeto entre um congresso extraordinário da organização e um encontro com Sam Nujoma, máximo dirigente da SWAPO na Namíbia. Acompanhado por outros dois deputados (João Barroso Soares, do PS, e José Luís Nogueira de Brito, do CDS-PP), o Cessna pilotado por Joaquim Augusto da Silva embateu numa árvore e despenhar-se, ficando em chamas. Quem sofreu lesões mais graves foi Soares, enquanto Gomes da Silva e Nogueira de Brito sofreram apenas ferimentos ligeiros.

### Futebol
Foi membro do Conselho de Justiça da Federação Portuguesa de Futebol em 1993.
Foi vice-presidente da direcção do Sport Lisboa e Benfica, vogal do Conselho de Administração da respectiva Sociedade Anónima Desportiva (SAD) de 2009 a 2012, membro da Comissão de Vencimentos do Sport Lisboa e Benfica, Futebol, SAD e administrador da Benfica Multimédia, sendo que já não integra qualquer função, por, em Outubro de 2016, ter sido afastado da lista de recandidatura de Luís Filipe Vieira. Foi comentador durante vários anos do programa desportivo da SIC Notícias O Dia Seguinte, onde preparou a candidatura à presidência do seu clube.
Em 2020, nas eleições para o Sport Lisboa e Benfica, obteve apenas 1,64% dos votos, sendo o candidato menos votado.
É membro da Maçonaria, pertencendo à Loja Universalis afecta ao Grande Oriente Lusitano.

## Funções governamentais exercidas
- XVI Governo Constitucional
  - Ministro dos Assuntos Parlamentares
  - Ministro-Adjunto do Primeiro-Ministro